# Ершов, Валентин Николаевич
Валентин Николаевич Ершов — советский хозяйственный, государственный и политический деятель.

## Биография
Родился в 1906 году в посёлке Норское. Член ВКП(б) с 1928 года.
С 1936 года — на хозяйственной, общественной и политической работе. В 1936—1953 гг. — в Быковской школе комбайнёров, заведующий производством Галичской тракторомеханической школы, секретарь Галичского районного комитета ВКП(б), заместитель начальника Политического сектора Ярославского областного земельного отдела, начальник Политического сектора Народного комиссариата земледелия Марийской АССР, инструктор Сельскохозяйственного отдела ЦК ВКП(б), заведующий Сектором Сельскохозяйственного отдела ЦК ВКП(б), ответственный организатор Бюро ЦК ВКП(б) по Молдавии, заместитель председателя Исполнительного комитета Ярославского областного Совета, 2-й секретарь Костромского областного комитета ВКП(б) (январь 1949 – май 1950), председатель Исполнительного комитета Костромского областного Совета, 2-й секретарь ЦК КП Латвии, заместитель министра производства и заготовок сельхозпродуктов РСФСР.
Избирался депутатом Верховного Совета РСФСР 3-го созыва.